# Орден Национального героя (Ямайка)
Орден Национального героя – высшая государственная награда Ямайки, вручаемая гражданам Ямайки за исключительные заслуги перед государством.

## История
Орден Национального героя учреждён 18 июля 1969 года и был определён как высшая государственная награда, вручаемая гражданам страны за исключительные заслуги перед государством. Орден может быть вручен посмертно, либо по выходе на пенсию.
По смерти награждённого орденом Национального героя, его могила или памятник традиционно располагается в Парке национальных героев.

## Кавалеры ордена
- Богл, Пол – посмертно в 1969 году
- Гордон, Джордж Уильям – посмертно в 1969 году
- Гарви, Маркус – посмертно в 1969 году
- Бустаманте, Александр – в 1969 году
- Мэнли, Норман – в 1969 году
- Granny Nanny – посмертно в 1976 году
- Шарп, Самуил – посмертно в 1975 году

## Степени
Орден Нации имеет только одну степень.

## Описание
Знак ордена представляет собой золотую двенадцатиконечную звезду с остроконечными лучами, покрытыми белой эмалью и золотыми шариками на концах. В центре знака круглый медальон чёрной эмали с каймой зелёной эмали. В центре медальона золотой рельефный герб Ямайки. На кайме золотыми буквами девиз ордена «HE BUILT A CITY WHICH HATH FOUNDATIONS». Между двумя верхними лучами звезды лавровый венок, состоящий их двух веточек, покрытых эмалью зелёного цвета. К венку крепится кольцо, при помощи которого знак крепится к ленте.
Лента ордена жёлтого цвета с широкой зелёной полосой в центре, обременённой чёрными полосками.